# 桦林镇
桦林镇是中国黑龙江省牡丹江市阳明区下辖的一个镇，距市区15 km，总人口3.6万人，其中农村人口1.2万人。东与林口县接壤，南与铁岭镇毗邻，西北以牡丹江为界。

## 行政区划
桥头溪乡下辖以下地区：
江东社区、桦林社区、安民社区、工农村、南城子村、安民村、桦林村、临江村和互利村。